# Therese Angeloff
Therese Angeloff (* 28. März 1911 in Dresden; † 5. Oktober 1985 in München) war eine deutsche Kabarettistin und Schauspielerin.

## Leben
Therese Angeloff war die ältere Schwester von Fritz Steiner, mit dem sie in der Theatertruppe ihres Vaters in Dresden erstmals auf der Bühne stand und mit der sie an verschiedenen Bühnen tätig war.
Sie wurde aber nach der Machtübernahme der Nationalsozialisten mit Berufsverbot belegt und ging zunächst in die Tschechoslowakei, wo sie einen Bulgaren heiratete. Nach der Besetzung des Sudetenlandes verleugnete sie diese und kehrte mit ihrem Mädchennamen Therese Steiner nach Dresden zurück, wo es ihr gelang, sich mit Gelegenheitsarbeiten durchzuschlagen: Sie arbeitete als Model, Verkäuferin, Bardame und schließlich als Fabrikarbeiterin. Nach 1945 war sie gemeinsam mit ihrem Bruder Fritz anfangs Theaterleiterin in Dresden (Kammerspiele Johannstadt und Volksbühne Cotta). Nicht nur ihr Stück Die Frauen von Montecano hatte in der Staatsoperette Dresden seine Uraufführung, ihr erstes Libretto schrieb sie 1950 für dieses Haus. Sie ging allerdings nach Westdeutschland und lebte ab 1951 in München.
In München gründete sie 1953 das Kabarett Die Kleinen Fische, das sie bis zu dessen Auflösung am 30. Juni 1959 leitete und für das sie zahlreiche Texte schrieb.
Sie engagierte sich in der Kulturarbeit der Gewerkschaften, in der SPD und in der Außerparlamentarischen Opposition. Später war sie vorwiegend als Regisseurin tätig, schrieb an Heine orientierte Spottgedichte sowie Kabarett- und Agitproptexte.
1982 erhielt sie den Georg-Weerth-Preis.
Ihr Nachlass wird von der Stiftung Deutsches Kabarettarchiv in Mainz verwaltet.

## Publikationen
- Operette-Operette, Libretto zur Operette, 1950 (UA an der Staatsoperette Dresden)
- Bel Ami, Libretto zum Musical, zus. mit Franz Gribitz (1894–1964), 1961
- Faust, der Tragödie unbekannter Teil, 1979
- Meine Seele hat ein Holzbein, 1982 (satirische Autobiographie)[2]